# Lepadella heterodactyla
Lepadella heterodactyla is een raderdiertjessoort uit de familie Lepadellidae. De wetenschappelijke naam van deze soort is voor het eerst geldig gepubliceerd in 1925 door Fadeev.